# Israël au Concours Eurovision de la chanson 2013
Israël participe, pour la trente-septième fois de son histoire, au Concours Eurovision de la chanson en 2013.

## Sélection nationale
Israël organise trois demi-finales. Les trois premiers de chaque sont directement qualifiés pour la grande finale. Les trois chansons ayant terminé quatrième se retrouve dans une finale de la dernière chance où les deux premiers sont qualifiés. Une finale avec dix prétendants est donc organisée et c'est Moran Mazor avec Rak bishvilo qui est choisi, dominant le vote du jury ainsi que des téléspectateurs.

## Eurovision 2013
Lors de la seconde demi-finale, Israël ne parvient pas à se qualifier pour la finale, terminant quatorzième des votes (sur dix-sept) avec quarante points.
| 12 points | 10 points                       | 8 points            | 7 points              | 6 points                |
| --------- | ------------------------------- | ------------------- | --------------------- | ----------------------- |
|           |                                 |                     |                       | - Arménie - Azerbaïdjan |
| 5 points  | 4 points                        | 3 points            | 2 points              | 1 point                 |
| - Géorgie | - Bulgarie - France - Allemagne | - Albanie - Espagne | - Finlande - Roumanie | - Islande               |

Points donnés par Israël lors de la demi-finale
| 12 points | Azerbaïdjan |
| 10 points | Roumanie    |
| 8 points  | Arménie     |
| 7 points  | Géorgie     |
| 6 points  | Grèce       |
| 5 points  | Norvège     |
| 4 points  | Saint-Marin |
| 3 points  | Hongrie     |
| 2 points  | Malte       |
| 1 point   | Finlande    |

### Finale
Points donnés par Israël lors de la finale
| 12 points | Azerbaïdjan |
| 10 points | Ukraine     |
| 8 points  | Danemark    |
| 7 points  | Russie      |
| 6 points  | Norvège     |
| 5 points  | Allemagne   |
| 4 points  | Finlande    |
| 3 points  | Biélorussie |
| 2 points  | Grèce       |
| 1 point   | Moldavie    |